# Barbara Straker James
Barbara Straker James (* 18. Juli 1918 in Massachusetts; † 6. Dezember 2007 in La Conner, Washington) war eine US-amerikanische Künstlerin und die erste Kuratorin des Museum of Northwest Art (MoNA) in La Conner, Washington.

## Leben und Werk
Barbara Straker wurde 1918 in Massachusetts geboren. Sie absolvierte 1942 die Rhode Island School of Design. 1944 zog sie mit ihrem Mann, dem Künstler Clayton James, nach La Conner, Washington. Dort arbeiteten sie mit Künstlern der Northwest School wie Guy Anderson, Morris Graves und Kenneth Callahan zusammen.
Als frühe Mitarbeiterin von Morris Graves, Guy Anderson und anderen Schlüsselfiguren der Kunst des Nordwestens gab Barbara Straker James 1962 die Malerei auf, prägte aber weiterhin die Kunstgeschichte der Region als Kuratorin und Autorin. Sie war bekannt für ihr enzyklopädisches Wissen über die frühe lokale Kunstszene.
Ab 1981 war sie die erste Kuratorin des Museum of Northwest Art (MoNA) in La Conner, Washington. Viele der wichtigsten Ausstellungen des Museums gehen auf ihr Wissen und ihre Verbindungen zurück, darunter die Retrospektiven von Guy Anderson und Leo Kenney.
Barbara Straker James war bekannt für ihre Arbeiten in verschiedenen Medien, darunter Malerei und Keramik. Sie war Teil der Künstlergemeinschaft im Skagit Valley und trug zur Entwicklung der Kunstszene im pazifischen Nordwesten bei.